# 聴濤弘
聴濤 弘（きくなみ ひろし、1935年8月27日 - ）は、日本の政治家、政治評論家。参議院議員（日本共産党公認）を1期務めた。
衆議院議員（1949年～1950年）を務めた聴濤克巳が父で、日本共産党で唯一親子で国会議員だった。

## 来歴
東京都出身。京都大学経済学部中退。1960年から5年間旧ソ連に留学。1967年より日本共産党中央委員会に勤務。
日本共産党中央委員会政策委員、社会科学研究所事務局次長を経て、1992年の参院選にて比例区から出馬し初当選を果たす。当選後は、政策宣伝委員会責任者としてメディア露出が多かった。宮本顕治が引退し日本共産党中央委員会名誉議長となった1997年日本共産党第21回大会で中央役員を引退し、日本共産党中央委員会名誉幹部会委員となった。現職の国会議員が中央役員を引退するのは異例であった。
1期務めた後、1998年に引退を表明。このほか、国際部長、常任幹部会委員を歴任した。2000年の日本共産党第22回大会で名誉議長・名誉幹部会委員・中央委員会顧問が廃止され、名誉役員に一本化された際に名誉職を失った。その後、聽涛 弘の表記で著作活動を行った。最新の著作では聽濤 弘の表記となっている。

## 主著

### 単著
- 『21世紀と社会主義』（新日本出版社、1984年4月）
- 『社会主義をどうみるか』（新日本出版社、1986年4月）
- 『資本主義か社会主義か』（新日本出版社、1987年8月）
- 『ソ連はどういう社会だったのか』（新日本出版社、1997年8月）
- 『新ロシア紀行 : 見たこと、聞いたこと、読んだこと』（新日本出版社、2004年1月）
- 『カール・マルクスの弁明 : 社会主義の新しい可能性のために』（大月書店、2009年5月）＊聽涛 弘表記
- 『レーニンの再検証 - 変革者としての真実』（大月書店、2010年8月）＊聽涛 弘表記
- 『マルクス主義と福祉国家』（大月書店、2012年4月）＊聽涛 弘表記
- 『マルクスならいまの世界をどう論じるか』（かもがわ出版、2016年1月）聽濤 弘表記
- 『ロシア十月革命とは何だったのか』（本の泉社、2017年10月）
- 『200歳のマルクスならどう新しく共産主義を論じるか』（かもがわ出版、2018年9月）
- 『マルクスの「生産力」概念を捉え直す 社会変革の新しい道筋のために』（かもがわ出版、2021年3月）

### 共著・訳書
- L.A.フォティエワ著『レーニンの想い出の日日 : フォティエワ回想録』（啓隆閣、1970年）太田多耕との共訳
- 『中野重治批判 : 変節者の共産党攻撃にたいして』（日本共産党中央委員会出版局、1974年3月）西沢舜一・津田孝との共著
- 『社会主義と民族自決権』（白石書店、1982年5月）佐々木一司との共著
- レーニン著『国家と革命・国家について』（新日本出版社、1985年6月）
- レーニン著『帝国主義論』（科学的社会主義の古典選書、新日本出版社、1999年12月）
- 芦田文夫・井手啓二・大西広・聴濤弘・山本恒人『中国は社会主義か』(かもがわ出版　2020年6月)